# Park Myung-soo
Park Myung-soo (também conhecido como Great Park, nascido em 27 de agosto de 1970) é um humorista, MC e cantor sul-coreano que estreou na televisão em 1993, aparecendo na rede MBC. Ele é integrante do programa de comédia e variedades Infinite Challenge (Muhan Dojeon).

## Discografia
- "Change" (setembro de 1999)
- "Dr. Park" (agosto de 2000)
- "Son of the Wind" (바람의 아들) (agosto de 2002)
- "Tal-la-la" (탈랄라) (junho de 2005)
- "Naengmyun" (냉면) - Dueto com Jessica do Girls' Generation (julho de 2009)
- "Fyah!" Dueto com Gil Seong-joon (abril de 2010)
- "Whale" (고래) - Dueto com Nicole do Kara (julho de 2010)
- "I Cheated" - como Great Park, dueto com G-Dragon do Big Bang (julho de 2011)